# BC Transit
La BC Transit est la société de la Couronne qui exploite et dirige les transports en commun dans toute la province de la Colombie-Britannique, excepté le Metro Vancouver.

## Structure et opération
Après que BC Transit a transféré officiellement l'autorité sur le transport en commun à Vancouver à la Greater Vancouver Transportation Authority en 1999, le Système régional du transport en commun de Victoria est devenu le seul système qui est exploité et dirigé directement par BC Transit. À l'extérieur de la métropole de Victoria, les services du transport en commun sont exploités par les gouvernements municipaux et les entreprises contractantes sour contrats avec BC Transit.

### Systèmes régionaux du transport en commun

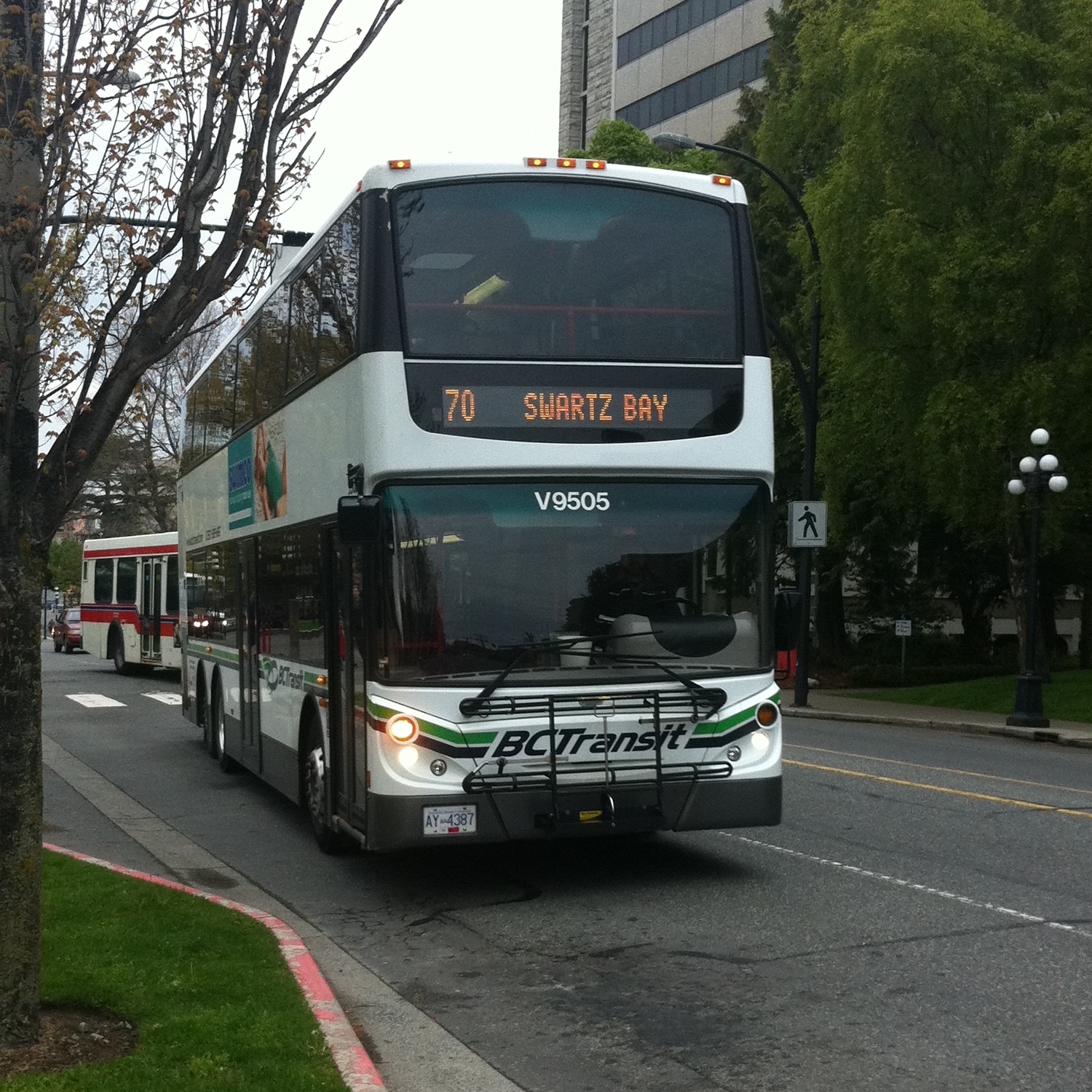
Un autobus à impériale de BC Transit à Victoria.

Voici une liste des systèmes qui sont exploités sous le nom de BC Transit:
- 100 Mile House
- Agassiz-Harrison
- Ashcroft-Clinton
- Bella Coola Valley
- Boundary
- Campbell River
- Vallée de Fraser centrale
- Chilliwack
- Clearwater
- Columbia Valley
- Vallée Comox
- Vallée Cowichan
- Cranbrook
- Creston Valley
- Dawson Creek
- Elk Valley
- Fort St. John
- Hazeltons
- Kamloops
- Kelowna
- Kimberley
- Kitimat
- Merritt
- Mont Waddington
- Pemberton Valley
- Penticton et Okanagan-Similkameen
- Port Alberni
- Port Edward
- Powell River
- Prince George
- Prince Rupert
- Princeton
- Quesnel
- Nanaimo
- Revelstoke
- Salt Spring Island
- Shuswap
- Skeena
- Smithers
- Okanagan du Sud
- Squamish
- Summerland
- Sunshine Coast
- Terrace
- Vernon
- Victoria
- Kootenay de l'Ouest
- Whistler
- Williams Lake

## Histoire

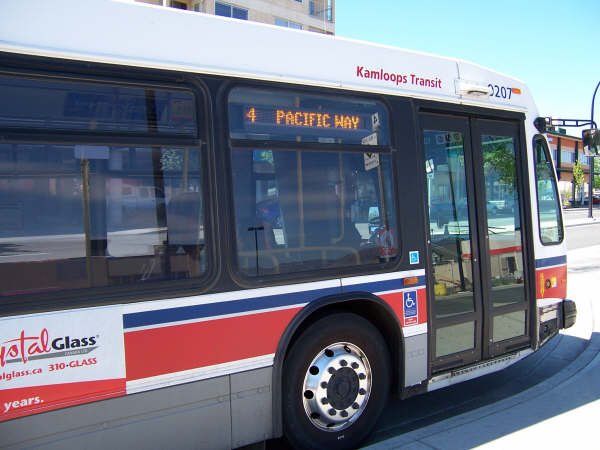
Un autobus à plancher surbaissé de BC Transit à Kamloops.

L'histoire de BC Transit a commencé quand une société privée, British Columbia Electric Railway, a annexé une autre société privée en faillite, Consolidated Railway Company. Après l'annexation en 1897, British Columbia Electric Railway Company est devenue la seule société dirigeant et exploitant les services du transport en commun à Vancouver, la plus grande cité dans la province, et à Victoria, la capitale de la province.
En 1961, le gouvernement de la Colombie-Britannique, sous la direction de W. A. C. Bennett le premier ministre, a achêté la British Columbia Electric Railway. En 1962, le gouvernement a fusionné la British Columbia Electric Railway avec la BC Hydro, qui est devenu le dirigeant des transports en commun à Victoria et à Vancouver.
En 1979, le gouvernement provincial a créé une nouvelle société de la Couronne, l'Urban Transit Authority (UTC), qui a pris à sa charge désormais l'autorité sur les transports en commun aux 13 cités dans la province. En 1980, avec la permission du gouvernement provincial, l'Urban Transit Authority a pris à sa charge aussi l'autorité sur les transports en commun à Victoria et à Vancouver, mais le système du transport en commun était exploité et dirigé par Metro Transit Operating Company sour un contrat avec l'UTC. En 1982, l'Urban Transit Authority fut renommé BC Transit.
En 1998, après une année des négociations entre BC Transit et le District régional du Grand Vancouver, l'Assemblée législative de la Colombie-Britannique a créé une société séparée, la Greater Vancouver Transportation Authority, par adopter un projet de loi,. En 1999, l'autorité sur le transport en commun à Vancouver fut transférée officiellement de BC Transit à Greater Vancouver Transportation Authority.
En 2000, Victoria est devenue la première métropole nord-américaine dont le système du transport en commun exploite des autobus à impériale.